# Ersilia Bronzini
Ersilia Bronzini, també coneguda com a Ersilia Majno o Ersilia Bronzini Majno (Oleggio, 22 de juny del 1859 – Milà, 17 de febrer del 1933) fou una activista pels drets de les dones, cofundadora i presidenta de la Unió Nacional de Dones d'Itàlia i de l'Asil Mariuccia, considerada una de les dones més destacades entre les precursores del feminisme italià.

## Biografia
Filla de l'amo d'un petit negoci, després de la crisi del negoci familiar interrompé els seus estudis, igual que la seua germana, mentre que els germans majors sí que van poder graduar-se; continuà, però, estudiant més endavant gràcies a l'ajut del seu germà Arturo. El 1883 es va casar amb l'advocat socialista Luigi Majno.
Ersilia tingué una relació conflictiva amb el Partit Socialista: si bé pensava que el socialisme era un clau estratègica de lectura de la realitat i un ideari al qual adherir-se, rebutjava subordinar la situació de les dones a qüestions polítiques, perquè l'alliberament de les dones era un procés que calia activar immediatament amb lluites concretes sense esperar la revolució. També defensà la prevenció de la delinqüència de menors amb magistrats especialitzats i mètodes de recuperació educativa i no punitius, en espais diferenciats dels adults enfront de la llei de l'època que a partir dels nou anys castigava amb poques esperances d'evitar la presó dels adults.(3)

### Activitat política
Va començar la seua activitat amb el compromís amb la Guàrdia Obstètrica, un servei creat a Milà el 1887 per a ajudar la maternitat de les dones de manera gratuïta fundada per Alessandrina Ravizza, en què va conéixer a Anna Kuliscioff, Edvige Gessner Von Willer i altres dones feministes properes al Partit Socialista Italià. Assumeix la responsabilitat de cercar fons entre les dones burgeses milaneses i treballa per proporcionar un servei mèdic i un lloc on les proletàries puguen parlar sobre els seus problemes de vida i treball amb altres dones. Més tard, entrà en l'Associació General de Treballadores i n'esdevingué presidenta.
El 1895 presentà un dels seus treballs destacats: Norme per regolare il lavoro delle donne (Normes per a regular el treball de les dones) sobre una recerca d'horaris, salaris i condicions laborals, i defensant la necessitat de legislar les condicions laborals de les dones.(3)
Fou una promotora d'una llei per a la protecció de l'embaràs i la maternitat de les treballadores, i dugué la preocupació sobre les condicions laborals de les dones a l'agenda tant en conferències nacionals com en el periodisme. La manca de legislació la porta a participar en l'activació dels Fons de Maternitat. El 1898, amb Edvige Vonwiller, Ada Negri, Jole Bersellini i altres companyes, planteja unir totes les associacions, especialment les treballadores, en una de sola que les reforce mútuament. El 1898, després d'una dura repressió política i militar dels aixecaments populars contra l'augment del preu del pa, fou molt activa en el Comité Pro Reclusos.(3)
El 1899, al costat d'una desena de dones provinents sobretot de la burgesia milanesa culta, laica i progressista, la Unió Femenina es transforma el 1906 en la Unió Nacional de Dones, que tenia com a objectiu reunir les nombroses petites associacions que en aquesta època treballaven en temes relacionats amb la defensa de drets de les dones. El 1900 esdevingué la primera dona en la història d'Itàlia nomenada directora de l'Hospital Maggiore de Milà. El 1901 fundà el diari Unione femminile, òrgan de difusió de la Unió Nacional de Dones.
Pionera d'un model d'assistència social paradigmàtic i els criteris del qual encara es consideren vàlids, organitza, juntament amb Nina Rignano Sullam i Elisa Boschetti, una de les obres més importants de la Unió de Dones, les Oficines d'indicació i assistència, que s'administraran en consorci amb la Societat Humanitària, preses com a model d'intervenció pel municipi de Milà. En la lluita contra l'explotació i l'abús sexual, se centra en un àmbit prioritari d'intervenció per a "l'elevació de les dones", un objectiu establert en el manifest de fundació de la Unió Nacional de Dones. Després de la mort sobtada de la seua filla Mariuccia al juny del 1901 als tretze anys, per diftèria, és la promotora i organitzadora fins a la fi de la seua vida de l'Asil Mariuccia, creat el 1908 per a la recuperació de xiquetes i joves víctimes d'abusos sexuals i en perill de caure en xarxes de prostitució, en coordinació amb el Comité contra el tràfic de dones, amb la característica especial que era un espai laic, aconfessional i amb concepte de servei públic.(3) El Comité milanès contra el tràfic de dones es fundà el 1901 i el presidí Ersilia amb Camillo Borglio. L'objectiu del Comité era combatre la prostitució tot estudiant-ne el fenomen, col·laborar-hi amb la policia, millorar les condicions econòmiques, culturals i socials de les dones explotades i actuar contra la cadena d'explotació sexual.
Dirigeix el diari Unione Femminile, publicat del 1901 al 1905 com la veu teòrica de l'organització que duu el mateix nom. La Unió de Dones ofereix enquestes sobre la condició de les treballadores, anàlisis, ressenyes de llibres i estudis, poesia, notícies sobre activitats feministes a Itàlia i fora, informació legal, en resum, tot el que pot contribuir "a la difusió de la idea". Hi escriu dotzenes d'articles, en què explora els temes del treball de les dones, l'explotació del treball infantil, les relacions amb les activistes del moviment feminista italià i de fora. També tracta sobre obres d'assistència social, medicina ocupacional, maternitat com a rol social, prostitució, etc. Manté una perspectiva general no sols sobre les dones com a objectes de dominació i explotació, sinó també i sobretot com a subjectes del seu propi alliberament.
Dona un coneixement profund de les condicions laborals de les dones en suport de la Clínica Laboral creada per Luigi Devoto.
A principis de segle, lluita per la reforma del tractament de la delinqüència juvenil i dirigeix una campanya per a la introducció a Itàlia dels tribunals de menors i del "sistema de prova". El 1910, realitza per a la Comissió Reial per a l'estudi de la delinqüència juvenil, un informe sobre les característiques de la delinqüència juvenil i els mitjans per prevenir-la.
El 1911 participa en el Congrés del periòdic cultural La Voce sobre la "qüestió sexual", una de les primeres iniciatives en què es planteja el problema d'una nova manera de tractar la sexualitat. Intervé, amb informes, en moltes conferències nacionals i internacionals sobre el vot, la condició de la infantesa i la prostitució. Amb l'esclat de la guerra, malgrat la seua posició en contra, es compromet a ajudar els fills dels allistats. Després de la guerra, en no compartir les posicions antidemocràtiques assumides per les dirigents de la Unió, abandona l'associació. Continua, però, el seu incansable treball contra el tràfic de dones, com a directora nacional del Comité a més de continuar dirigint l'Asil Mariuccia fins a la seua mort, al 1933.(3)

## Reconeixements pòstums
El 2015, el municipi de Milà incorporà el seu nom al Panteó de Milà, al Cementeri Monumental.